# Nanne Jansz. Groot
Nanne Jansz. Groot (1771–1855) was de pionier van de zaadhandel in oostelijk West-Friesland. In die tijd was de handel in groentezaden grotendeels een aangelegenheid van de bloembollenhandelaars uit Holland. Hoewel veel van de zaden geteeld werden in West-Friesland, kregen de handelaars pas in de negentiende eeuw concurrentie van zaadtelers die zelf hun zaad verkochten, onder wie Nanne Jansz. Groot. Hij was net als zijn vader Jan Nannesz. Groot tuinbouwer, en teelde 's zomers zaden die hij dan in de winter verkocht, niet alleen in West-Friesland, maar ook daarbuiten. In een lijst van 1813 komt hij voor als "Grainier" (zaadhandelaar). Zijn zonen kwamen in de zaak, en na het overlijden van Groot in 1855 werd de zaak onder hen verdeeld. Het deel van Pieter Sluis groeide uit tot Sluis & Groot (opgericht in 1867), een internationaal opererend bedrijf dat later onderdeel werd van Syngenta. Ook het bedrijf Royal Sluis (tegenwoordig onderdeel van Monsanto) werd opgericht (in 1868) door nakomelingen van Nanne Jansz. Groot.